# Charles de Brosses
Charles de Brosses (Dijón, 7 de febrero de 1709-París, 7 de mayo de 1777) fue un magistrado y erudito francés que estudió leyes con miras a la magistratura. Su mente, sin embargo, se inclinó hacia la literatura y la ciencia.

## Trayectoria
Después de una visita a Italia en 1739, en compañía de su amigo Jean Baptiste de Lacurne de Sainte-Palaye, publicó sus Lettres sur l'État actuel de la souterraine millas d'Hercule (Dijon, 1750), que es la primera obra sobre las ruinas de Herculano. Fue durante este viaje cuando escribió sus Cartas confidenciales desde Italia. En 1760 se publicó una tesis, Du Culte des Dieux fétiches, que fue añadido posterior a su fallecimiento en la Encyclopédie méthodique junto a las cartas mencionadas anteriormente. Por solicitud de su amigo Buffon, emprendió su Histoire des navegations australes terrestres, que fue publicado en 1756, en dos volúmenes, en 4º, con mapas. En este trabajo de Brosses fue el primero en establecer las divisiones geográficas de Australia y Polinesia, que fueron adoptadas posteriormente por otros geógrafos.
También contribuyó a la Enciclopedia de Diderot y D'Alembert con "Langues", "Musique", "Etymologique". En 1765 apareció su obra sobre el origen del lenguaje, Traité de la formation mécanique des langues, cuyos méritos son reconocidos por E. B. Tylor en Primitive Culture. 
De Brosses también se había ocupado, durante una gran parte de su vida, de hacer una traducción de Salustio, y en conseguir los capítulos perdidos en ese célebre historiador. Finalmente en 1777 publicó L'Histoire du septième; la république, 3 vols. 4º, en la que se antepone una vida de Salustio, del historiador Jean Baptiste de La Dureau Malle. 
Estas ocupaciones literarias no impidieron que el autor desempeñase capazmente sus funciones oficiales como el primer presidente del parlamento de Borgoña, ni el ejercicio de una correspondencia constante y amplia con los personajes literarios más destacados de su tiempo. En 1758, sucedió al marqués de Caumont en la Academie des Belles-lettres; pero cuando se presentó en la Academia Francesa, en 1770, su candidatura fue rechazada por la oposición de Voltaire por motivos personales. 
Además de las obras ya mencionadas, escribió varias memorias y textos en las colecciones de la Academia de Inscripciones, y en las de la Academia de Dijon. Dejó tras de sí varios manuscritos, que se perdieron durante la Revolución.
Sus cartas a Italia, sin embargo, que se encontraba en la EM., en la biblioteca confiscados por su hijo (oficial de Brosses), fueron publicados por primera vez en 1799, en la edición crítica de Antoine Serieys, bajo el título de Historiques et Lettres crítiques. Una nueva edición, libre de errores e interpolaciones, por R. Colomb, con el título L'Italie il-y-a cent ans, fue publicado en 1836, y dos reimpresiones posteriores aparecieron, una editada por Poulet-Malassis, bajo el título Lettres Familiaires (1858), y la otra, que es una copia de la edición de Colomb, en 1858.

## Obras
- Lettres sur l’état actuel de la ville souterraine d’Herculée et sur les causes de son ensevelissement sous les ruines du Vésuve, Dijon, Desventes, 1750, in-8: Primera obra que se publicó en Herculano.

- Histoire des navigations aux terres australes, París, Durand, 1756, 3 vol. in-4 : en esas obras de Brosses creó los nombres de la Polinesia y de 'Australasia.

- Du culte des dieux Fétiches. Ginebra, Cramer,1760, in-12 : en esa obra, Brosses crea el término fetichismo.

- Traité de la formation mécanique des langues, París, Saillant, 1765, 2 vol. in-12: obra preciosa de etimología y, por mucho tiempo, el más importante de sus escritos.

- Histoire de la République Romaine dans le cours du VIIe siècle, par Salluste, en partie traduite du latin sur l’original, en partie rétablie & composée sur les fragments qui sont restés de ses livres perdus, remis en ordre dans leur place véritable ou le plus vraisemblable, Dijon, Frantin, 1777, 3 vol. in-4.

- Lettres écrites d’Italie :
  - Lettres historiques et critiques écrites d’Italie, an VIII (1799), 3 vol. in-8
  - L’Italie il y a cent ans, ou Lettres écrites d’Italie à quelques amis en 1739 et 1740, Paris, 1836, 2 vol. in-8
  - Lettres familières écrites d’Italie, Paris, 1858, in-18
  - Lettres d’Italie, nueva edición por F. d’Agay, Paris, Mercure de France, col. « Le temps retrouvé », 1986 y 2005.